# Campeonato Peruano de Futebol de 2020 – Primeira Divisão
A Primeira Divisão do Campeonato Peruano de Futebol de 2020 ou Liga1 de Fútbol Profesional de 2020 (também conhecida como Liga1 Movistar de 2020 por questões de patrocínio), foi a 104ª temporada da principal divisão do futebol peruano e a 2ª sob o nome de Liga 1. A competição foi organizada pela Federação Peruana de Futebol (FPF) através da sua Liga de Futebol Profissional. Um total de 20 times competiram na temporada que teve o Binacional como defensor do título, sendo a edição com a maior quantidade de times na história do futebol peruano. A temporada começou em 31 de janeiro e terminou em 20 de dezembro com o segundo jogo da decisão do título. O Sporting Cristal sagrou-se pela 20ª vez como campeão nacional ao derrotar o Universitario nas finais por um placar agregado de 3–2.
A competição ficou suspensa entre 12 de março e 7 de agosto devido à pandemia de COVID-19, sendo novamente suspensa em 7 de agosto com apenas uma partida disputada. Por fim, foi retomado em 18 de agosto.

## Regulamento
A Liga 1 do Peru contou com um total de 20 times e foi dividida em três fases: duas delas classificatórias e por fim uma fase final no sistema mata-mata (Play-offs) que definiu o campeão peruano. Tanto o Apertura quanto o Clausura tiveram o mesmo sistema: os times se enfrentam em sistema de todos contra todos em turno único, com o melhor classificado sendo premiado como ganhador do determinado torneio. Vale ressaltar que o mando de campo nos jogos do Clausura são reversos em relação aos do Apertura.
A primeira e a segunda fase foram os tradicionais torneios Apertura e Clausura, posteriormente rebatizados como Fase 1 e Fase 2, respectivamente. No torneio Apertura, os times se enfrentaram no sistema de todos contra todos em turno único, num total de 19 jogos para cada. Ao final das dezenove rodadas, o primeiro colocado foi premiado com o título de vencedor da fase e se classificou para as semifinais dos play-offs na busca pelo título da divisão. Antes do início da pandemia de COVID-19, o torneio Clausura estava programado para ser disputado de forma semelhante ao Apertura, com jogos com mando de campo invertidos, no entanto, seu formato foi alterado devido à suspensão de 5 meses da liga. Para o Clausura, os participantes foram divididas em dois grupos de dez times de acordo com sua colocação final no Apertura. Nos grupos, os times jogarão entre si no sistema de todos contra todos em turno único, num total de 9 jogos para cada. Ao final das nove rodadas, os líderes de cada grupo jogaram uma partida final, cujo vencedor além do título da fase também se classificou para as semifinais dos play-offs.
Por fim, para determinar o campeão nacional, foram jogados os Play-offs, entre os ganhadores do Torneo Apertura e Torneo Clausura e os 1º e 2º colocados da classificação geral (tabela que contabiliza os jogos do Apertura + jogos do Clausura, menos a final deste último). Semifinal e Final foram disputadas em sistema mata-mata com partidas de ida e volta. Entre as peculiaridades na briga pelo título, podemos citar as seguintes: caso um mesmo time ganhasse os dois torneios, ele seria automaticamente declarado campeão nacional; se um time ganhasse o Apertura ou o Clausura e ocupasse um das duas primeiras posições da classificação geral ele avançaria direto pra decisão do título; assim como também, se dois times distintos ganhassem o Apertura e o Clausura e ocupassem as duas primeiras posições da classificação geral, eles também avançariam direto pra decisão do campeonato. Como o vencedor do Apertura também terminou entre os dois primeiros da classificação geral, ele foi dispensado da semifinal e partiu direto pra final e apenas uma chave semifinal foi disputada entre os dois times restantes. Na semifinal e final, em caso de empate na pontuação e, posteriormente no saldo de gols ao final dos dois jogos, o vencedor será decidido na prorrogação e, caso persista o empate, por meio de disputa de pênaltis.
A qualificação para as competições internacionais foi feita da seguinte forma: os quatro participantes do playoff (ou os quatro primeiros times da classificação geral caso os playoffs sejam disputados por um número menor de times) se classificaram para a Taça Libertadores de 2021, enquanto os três times subsequentes nessa tabela qualificaram-se para a Copa Sul-Americana de 2021, e originalmente, a quarta vaga para a  Sul-Americana viria do campeão da Copa Bicentenário de 2020. Com  o cancelamento da Copa Bicentenário devido à pandemia de COVID-19, a vaga na Copa Sul-Americana atribuída ao seu vencedor foi transferida para o oitavo melhor time da tabela geral.
Quanto ao rebaixamento, os quatro times com menos pontos na tabela geral ao final da temporada seriam rebaixados, a menos que a Copa Perú não fosse disputada em 2020, caso em que apenas três times seriam rebaixados. Se a Liga 2 também não fosse disputada em 2020, apenas dois times seriam rebaixados. Por fim, apenas a Copa Perú não foi realizada nesta temporada, apenas três times foram rebaixados da Liga 1 no final da temporada.

### Critérios de desempate
Os critérios de desempate em caso de empate em pontos entre dois ou mais times na tabela são estes:
1) Saldo de gols
2) Número de gols marcados
3) Sorteio
Entretanto, caso haja um empate em pontos entre dois times pela 1ª colocação do Apertura ou Clausura ou então pela última vaga de permanência, se joga uma partida extra de desempate em campo neutro, com prorrogação e pênaltis em caso de empate no tempo normal. Se houver mais de dois times empatados em pontos nas situações citadas, toma-se em conta os outros critérios, e os 2 melhores classificados jogam a partida.

## Equipes participantes

### Promovidos e rebaixados em 2019
Além dos 16 times que em 2019 alcançaram a permanência na Liga 1, quatro equipes subiram ao mais alto escalão do Peru: o primeiro foi o Cienciano, que faturou o título da Liga 2 e voltou depois de 4 anos fora. Em dezembro, veio o Carlos Stein, um novo time fundado em 2012 que conquistou a Copa Perú, originalmente vencida pelo Deportivo Llacuabamba mas que foi dada ao time de Lambayeque devido a uma escalação irregular por parte do Llacuabamba. Em seguida, os dois outros promovidos vieram do quadrangular de acesso, disputado no estádio Miguel Grau, em Callao. Subiram o Atlético Grau e o Deportivo Llacuabamba. O primeiro teve o centenário dos sonhos, pois faturou a inédita edição da nova copa nacional, a Copa Bicentenario (o que lhe ainda deu uma vaga na Copa Sul-Americana de 2020) e coroou a temporada com o acesso à Liga 1, que não disputava há 28 anos; já o outro pôde aliviar a frustração de perder o título da Copa Perú fora das quatro linhas e fará sua estreia na elite nesta edição.
| Pos. | Rebaixado da Liga 1 de 2019 |
| ---- | --------------------------- |
| 17º  | Unión Comercio              |
| 18º  | Pirata F.C.                 |

| Pos. | Promovido da Liga 2 de 2019 |
| ---- | --------------------------- |
| 1º   | Cienciano                   |

| Pos. | Promovido da Copa Peru de 2019 |
| ---- | ------------------------------ |
| 1º   | Carlos Stein                   |

| Pos. | Promovido do quadrangular de acesso de 2019 |
| ---- | ------------------------------------------- |
| 1º   | Atlético Grau                               |
| 2º   | Deportivo Llacuabamba                       |

### Informações dos clubes
| Time                      | Cidade              | Região      | Estádio                      | Capacidade | Títulos (último)    | Em 2019   |
| ------------------------- | ------------------- | ----------- | ---------------------------- | ---------- | ------------------- | --------- |
| Alianza Lima              | Lima                | Lima        | Alejandro Villanueva         | 34 000     | 23 (último em 2017) | 2º lugar  |
| Alianza Universidad       | Huánuco             | Huánuco     | Heraclio Tapia               | 25 000     | 0 (nenhum)          | 12º lugar |
| Atlético Grau             | Piura               | Piura       | Miguel Grau (Piura)          | 25 000     | 0 (nenhum)          | 1º (C.A.) |
| Ayacucho                  | Ayacucho            | Ayacucho    | Ciudad de Cumaná             | 15 000     | 0 (nenhum)          | 9º lugar  |
| Binacional                | Juliaca             | San Román   | Guillermo Briceño Rosamedina | 20 000     | 1 (2019')           | campeão   |
| Carlos A. Mannucci        | Trujillo            | La Libertad | Mansiche                     | 24 000     | 0 (nenhum)          | 10° lugar |
| Carlos Stein              | José Leonardo Ortiz | Lambayeque  | César Flores Marigorda       | 5 000      | 0 (nenhum)          | 1º (CP)   |
| Cantolao                  | Callao              | Callao      | Miguel Grau                  | 17 000     | 0 (nenhum)          | 11º lugar |
| Cienciano                 | Cusco               | Cusco       | Inca Garcilaso de la Vega    | 42 000     | 0 (nenhum)          | 1° (L2)   |
| Cusco F.C.                | Cusco               | Cusco       | Inca Garcilaso de la Vega    | 42 000     | 0 (nenhum)          | 7º lugar  |
| Deportivo Llacuabamba     | Parcoy              | La Libertad | ?                            | ?          | 0 (nenhum)          | 2º (C.A.) |
| Deportivo Municipal       | Lima                | Lima        | Segundo Aranda Torres        | 8 000      | 4 (último em 1950)  | 16º lugar |
| Melgar                    | Arequipa            | Arequipa    | Monumental da UNSA           | 60 000     | 2 (último em 2015)  | 6º lugar  |
| Sport Boys                | Callao              | Callao      | Miguel Grau                  | 17 000     | 6 (último em 1984)  | 15º lugar |
| Sport Huancayo            | Huancayo            | Junín       | Huancayo                     | 20 000     | 0 (nenhum)          | 5º lugar  |
| Sporting Cristal          | Lima                | Lima        | Alberto Gallardo             | 15 000     | 19 (último em 2018) | 3º lugar  |
| Universidad César Vallejo | Trujillo            | La Libertad | Mansiche                     | 24 000     | 0 (nenhum)          | 8º lugar  |
| Universidad San Martín    | Lima                | Lima        | Alberto Gallardo             | 15 000     | 3 (último em 2010)  | 13º lugar |
| Universitario             | Lima                | Lima        | Monumental                   | 80 093     | 26 (último em 2013) | 4º lugar  |
| UTC                       | Cajamarca           | Cajamarca   | Héroes de San Ramón          | 15 000     | 0 (nenhum)          | 14º lugar |

## Torneo Apertura (Fase 1)

### Classificação do Apertura
| Pos | Equipe                    | Pts | J  | V  | E | D  | GP | GC | SG  | Classificação                        |
| --- | ------------------------- | --- | -- | -- | - | -- | -- | -- | --- | ------------------------------------ |
| 1   | Universitario             | 42  | 19 | 13 | 4 | 2  | 38 | 18 | +20 | Playoffs e Taça Libertadores de 2021 |
| 2   | Sport Huancayo            | 35  | 19 | 10 | 5 | 4  | 23 | 15 | +8  |                                      |
| 3   | Sporting Cristal          | 33  | 19 | 9  | 6 | 4  | 38 | 23 | +15 |                                      |
| 4   | Universidad César Vallejo | 33  | 19 | 8  | 9 | 2  | 25 | 16 | +9  |                                      |
| 5   | Carlos A. Mannucci        | 29  | 19 | 7  | 8 | 4  | 28 | 22 | +6  |                                      |
| 6   | UTC                       | 29  | 19 | 7  | 8 | 4  | 24 | 20 | +4  |                                      |
| 7   | Alianza Universidad       | 29  | 19 | 8  | 5 | 6  | 21 | 17 | +4  |                                      |
| 8   | Melgar                    | 28  | 19 | 7  | 7 | 5  | 23 | 20 | +3  |                                      |
| 9   | Ayacucho                  | 27  | 19 | 7  | 6 | 6  | 28 | 21 | +7  |                                      |
| 10  | Cienciano                 | 27  | 19 | 8  | 3 | 8  | 27 | 23 | +4  |                                      |
| 11  | Binacional                | 23  | 19 | 6  | 5 | 8  | 24 | 29 | −5  |                                      |
| 12  | Alianza Lima              | 22  | 19 | 5  | 7 | 7  | 19 | 20 | −1  |                                      |
| 13  | Academia Cantolao         | 22  | 19 | 6  | 4 | 9  | 21 | 33 | −12 |                                      |
| 14  | Deportivo Municipal       | 21  | 19 | 4  | 9 | 6  | 20 | 24 | −4  |                                      |
| 15  | Cusco                     | 21  | 19 | 5  | 6 | 8  | 26 | 31 | −5  |                                      |
| 16  | Universidad San Martín    | 21  | 19 | 5  | 6 | 8  | 20 | 27 | −7  |                                      |
| 17  | Sport Boys                | 19  | 19 | 5  | 5 | 9  | 24 | 33 | −9  |                                      |
| 18  | Carlos Stein              | 17  | 19 | 4  | 6 | 9  | 18 | 28 | −10 |                                      |
| 19  | Atlético Grau             | 17  | 19 | 3  | 8 | 8  | 17 | 27 | −10 |                                      |
| 20  | Deportivo Llacuabamba     | 11  | 19 | 2  | 5 | 12 | 25 | 42 | −17 |                                      |

1. ↑  O Universitario foi punido com a perda de um ponto.[7]
2. ↑  O Sport Boys foi punido com a perda de um ponto.[8]
3. ↑  O Carlos Stein foi punido com a perda de um ponto.[9]

### Resultados
| Mandante \ Visitante      | ALI | AUH | CAG | AYA | BIN | CAN | CAM | STE | CIE | CUS | LLA | MUN | MEL | SBA | SHU | CRI | UCV | USM | UNI | UTC |
| ------------------------- | --- | --- | --- | --- | --- | --- | --- | --- | --- | --- | --- | --- | --- | --- | --- | --- | --- | --- | --- | --- |
| Alianza Lima              | —   | 2–3 | 1–0 | —   | 3–0 | —   | —   | —   | —   | 0–0 | 2–0 | 1–0 | —   | 1–1 | —   | —   | 1–1 | 0–1 | —   | 0–2 |
| Alianza Universidad       | —   | —   | —   | —   | 1–2 | —   | 0–1 | 1–0 | 1–0 | 1–0 | 3–0 | 1–1 | —   | 0–1 | —   | —   | 0–0 | —   | —   | 0–0 |
| Atlético Grau             | —   | 1–1 | —   | 2–2 | 2–2 | —   | —   | —   | —   | 1–1 | —   | 3–2 | —   | 2–3 | —   | —   | 1–1 | 0–0 | —   | 0–0 |
| Ayacucho                  | 2–0 | 1–1 | —   | —   | 1–0 | —   | 1–2 | 3–0 | —   | 1–1 | —   | 1–2 | —   | 2–1 | 1–1 | —   | —   | —   | —   | 1–1 |
| Binacional                | —   | —   | —   | —   | —   | 2–3 | 0–1 | —   | 0–0 | —   | 2–1 | 1–3 | 2–4 | 3–1 | —   | 3–6 | —   | —   | —   | 1–0 |
| Academia Cantolao         | 1–0 | 1–2 | 1–0 | 0–2 | —   | —   | —   | 2–2 | 2–1 | —   | —   | —   | 0–2 | —   | 1–3 | 2–6 | —   | —   | 0–0 | —   |
| Carlos A. Mannucci        | 1–1 | —   | 0–2 | —   | —   | 0–1 | —   | —   | 0–2 | —   | 1–0 | —   | 1–1 | —   | 0–1 | 3–3 | 1–1 | —   | 2–2 | —   |
| Carlos Stein              | 0–2 | —   | 1–1 | —   | 1–1 | —   | 0–3 | —   | —   | 1–2 | 3–3 | —   | —   | —   | —   | —   | 2–2 | 1–2 | 1–3 | 0–1 |
| Cienciano                 | 2–1 | —   | 3–0 | 1–4 | —   | —   | —   | 0–1 | —   | —   | 5–2 | —   | 3–1 | —   | 0–0 | 0–0 | —   | 4–0 | 1–3 | —   |
| Cusco                     | —   | —   | —   | —   | 0–2 | 1–1 | 0–4 | —   | 2–3 | —   | 2–2 | 1–1 | 3–1 | 2–0 | —   | —   | 2–1 | —   | —   | —   |
| Deportivo Llacuabamba     | —   | —   | 2–0 | 1–3 | —   | 3–1 | —   | —   | —   | —   | —   | —   | 1–1 | —   | 0–2 | 1–4 | 2–3 | 1–2 | 0–1 | 2–2 |
| Deportivo Municipal       | —   | —   | —   | —   | —   | 2–0 | 0–1 | 1–1 | 0–1 | —   | 2–2 | —   | 1–2 | —   | —   | 1–1 | —   | —   | 0–5 | 0–0 |
| Melgar                    | 2–2 | 1–0 | 3–0 | 0–0 | —   | —   | —   | 0–2 | —   | —   | —   | —   | —   | —   | 1–0 | 1–0 | —   | 1–1 | 1–2 | —   |
| Sport Boys                | —   | —   | —   | —   | —   | 1–2 | 3–3 | 0–1 | 2–1 | —   | 3–2 | 1–1 | 1–0 | —   | 0–1 | 1–4 | —   | —   | 3–3 | —   |
| Sport Huancayo            | 1–1 | 0–1 | 1–0 | —   | 1–0 | —   | —   | 1–0 | —   | 3–2 | —   | 1–1 | —   | —   | —   | —   | —   | 4–3 | —   | 2–0 |
| Sporting Cristal          | 1–1 | 2–1 | 1–2 | 2–1 | —   | —   | —   | 0–1 | —   | 3–2 | —   | —   | —   | —   | 0–0 | —   | —   | 2–0 | 1–0 | —   |
| Universidad César Vallejo | —   | —   | —   | 2–1 | 0–2 | 1–1 | —   | —   | 1–0 | —   | —   | 1–1 | 0–0 | 2–0 | 2–0 | 1–1 | —   | —   | —   | —   |
| Universidad San Martín    | —   | 1–2 | —   | 3–1 | 0–0 | 2–1 | 2–2 | —   | —   | 1–2 | —   | 0–1 | —   | 1–1 | —   | —   | 0–1 | —   | —   | 1–1 |
| Universitario             | 2–0 | 3–2 | 2–0 | 1–0 | 1–1 | —   | —   | —   | —   | 3–2 | —   | —   | —   | —   | 2–1 | —   | 0–2 | 2–0 | —   | —   |
| UTC                       | —   | —   | —   | —   | —   | 3–1 | 2–2 | —   | 3–0 | 2–1 | —   | —   | 1–1 | 2–1 | —   | 2–1 | 1–3 | —   | 1–3 | —   |

1. ↑  O jogo teve placar atribuído de 3–0 para o Alianza Lima devido a uma violação dos protocolos de biossegurança por parte do Binacional, fato que resultou no cancelamento da partida..[10]
2. ↑  O jogo teve placar atribuído de 3–0 ao Cienciano devido ao Atlético Grau colocar em campo um jogador não autorizado. A partida em campo terminou em 0–0.[11]

## Torneo Clausura (Fase 2)

### Classificação do Grupo A
| Pos | Equipe                 | Pts | J | V | E | D | GP | GC | SG  | Classificação     |     | CRI | USM | UTC | CIE | BIN | UNI | STE | CAG | AUH | CAN |
| --- | ---------------------- | --- | - | - | - | - | -- | -- | --- | ----------------- | --- | --- | --- | --- | --- | --- | --- | --- | --- | --- | --- |
| 1   | Sporting Cristal       | 23  | 9 | 7 | 2 | 0 | 20 | 9  | +11 | Final do Clausura |     | —   | —   | —   | —   | —   | 2–2 | 1–0 | —   | 2–0 | 3–2 |
| 2   | Universidad San Martín | 16  | 9 | 5 | 1 | 3 | 12 | 10 | +2  |                   |     | 0–2 | —   | 1–1 | 1–2 | 0–2 | —   | —   | —   | —   | —   |
| 3   | UTC                    | 14  | 9 | 3 | 5 | 1 | 18 | 9  | +9  |                   | 1–1 | —   | —   | —   | 3–0 | —   | —   | 0–0 | 1–2 | 4–2 |     |
| 4   | Cienciano              | 14  | 9 | 4 | 2 | 3 | 12 | 11 | +1  |                   | 2–3 | —   | 1–1 | —   | 1–1 | —   | —   | 1–0 | 2–0 | —   |     |
| 5   | Binacional             | 13  | 9 | 4 | 1 | 4 | 11 | 13 | −2  |                   | 1–2 | —   | —   | —   | —   | 0–2 | —   | 1–3 | 2–1 | 1–0 |     |
| 6   | Universitario          | 11  | 9 | 3 | 2 | 4 | 12 | 17 | −5  |                   | —   | 2–3 | 1–6 | 0–1 | —   | —   | 0–2 | 2–1 | —   | —   |     |
| 7   | Carlos Stein           | 10  | 9 | 3 | 1 | 5 | 12 | 16 | −4  |                   | —   | 0–2 | 1–1 | 3–2 | 1–3 | —   | —   | —   | —   | 2–1 |     |
| 8   | Atlético Grau          | 9   | 9 | 2 | 3 | 4 | 9  | 12 | −3  |                   | 1–4 | 0–2 | —   | —   | —   | —   | 3–1 | —   | 1–1 | —   |     |
| 9   | Alianza Universidad    | 8   | 9 | 2 | 2 | 5 | 8  | 13 | −5  |                   | —   | 0–1 | —   | —   | —   | 0–1 | 3–2 | —   | —   | 1–1 |     |
| 10  | Academia Cantolao      | 6   | 9 | 1 | 3 | 5 | 11 | 15 | −4  |                   | —   | 1–2 | —   | 2–0 | —   | 2–2 | —   | 0–0 | —   | —   |     |

### Classificação do Grupo B
| Pos | Equipe                    | Pts | J | V | E | D | GP | GC | SG | Classificação     |     | AYA | UCV | CAM | CUS | MEL | SBA | LLA | MUN | SHU | ALI |
| --- | ------------------------- | --- | - | - | - | - | -- | -- | -- | ----------------- | --- | --- | --- | --- | --- | --- | --- | --- | --- | --- | --- |
| 1   | Ayacucho                  | 20  | 9 | 6 | 2 | 1 | 14 | 5  | +9 | Final do Clausura |     | —   | 1–1 | 1–0 | 3–1 | 2–0 | —   | —   | —   | —   | —   |
| 2   | Universidad César Vallejo | 18  | 9 | 5 | 3 | 1 | 16 | 7  | +9 |                   |     | —   | —   | —   | —   | —   | 3–1 | 2–0 | 0–1 | —   | 4–1 |
| 3   | Carlos A. Mannucci        | 16  | 9 | 5 | 1 | 3 | 13 | 7  | +6 |                   | —   | 2–3 | —   | 0–2 | 0–0 | —   | —   | —   | 2–1 | 1–0 |     |
| 4   | Cusco                     | 15  | 9 | 4 | 3 | 2 | 13 | 10 | +3 |                   | —   | 1–1 | —   | —   | 3–1 | 1–2 | —   | —   | 0–0 | 1–0 |     |
| 5   | Melgar                    | 13  | 9 | 4 | 1 | 4 | 18 | 14 | +4 |                   | —   | 0–2 | —   | —   | —   | 4–1 | —   | 3–2 | 4–0 | 0–4 |     |
| 6   | Sport Boys                | 12  | 9 | 4 | 0 | 5 | 10 | 18 | −8 |                   | 0–1 | —   | 0–4 | —   | —   | —   | —   | 1–0 | 3–2 | —   |     |
| 7   | Deportivo Llacuabamba     | 10  | 9 | 3 | 1 | 5 | 16 | 21 | −5 |                   | 1–0 | —   | 0–2 | 2–3 | 0–6 | 3–0 | —   | —   | —   | —   |     |
| 8   | Deportivo Municipal       | 9   | 9 | 2 | 3 | 4 | 9  | 14 | −5 |                   | 1–1 | —   | 0–2 | 1–1 | —   | —   | 2–5 | —   | 0–0 | —   |     |
| 9   | Sport Huancayo            | 9   | 9 | 2 | 3 | 4 | 9  | 15 | −6 |                   | 0–3 | 0–0 | —   | —   | —   | —   | 4–3 | —   | —   | 2–0 |     |
| 10  | Alianza Lima              | 4   | 9 | 1 | 1 | 7 | 9  | 16 | −7 |                   | 1–2 | —   | —   | —   | —   | 0–2 | 2–2 | 1–2 | —   | —   |     |

### Final do Torneo Clausura
| 5 de dezembro de 2020                                                                      | Sporting Cristal             | 1 – 1 (pro.) (2–3 pen.)                                       | Ayacucho             | Lima                                           |  |
| 14:00                                                                                      | - Emanuel Herrera 27' (pen.) | Relatório                                                     | - Jesús Mendieta 54' | Estádio: Monumental Árbitro: Miguel Santiváñez |  |
|                                                                                            |                              | Penalidades                                                   |                      |                                                |  |
| - Emanuel Herrera - Jorge Cazulo - Horacio Calcaterra - Washington Corozo - Kevin Sandoval |                              | - Joao Villamarín - Jesús Mendieta - Fabio Rojas - Hugo Souza |                      |                                                |  |

## Classificação geral
| Pos | Equipe                    | Pts | J  | V  | E  | D  | GP | GC | SG  | Classificação ou Rebaixamento                           |
| --- | ------------------------- | --- | -- | -- | -- | -- | -- | -- | --- | ------------------------------------------------------- |
| 1   | Sporting Cristal (C)      | 56  | 28 | 16 | 8  | 4  | 58 | 32 | +26 | Play-offs e Fase de grupos da Taça Libertadores de 2021 |
| 2   | Universitario             | 53  | 28 | 16 | 6  | 6  | 50 | 35 | +15 | Play-offs e Fase de grupos da Taça Libertadores de 2021 |
| 3   | Universidad César Vallejo | 51  | 28 | 13 | 12 | 3  | 41 | 23 | +18 | Primeira fase da Taça Libertadores de 2021              |
| 4   | Ayacucho                  | 47  | 28 | 13 | 8  | 7  | 42 | 26 | +16 | Play-offs e Segunda fase da Taça Libertadores de 2021   |
| 5   | Carlos A. Mannucci        | 45  | 28 | 12 | 9  | 7  | 41 | 29 | +12 | Primeira fase da Copa Sul-Americana de 2021             |
| 6   | Sport Huancayo            | 44  | 28 | 12 | 8  | 8  | 32 | 30 | +2  | Primeira fase da Copa Sul-Americana de 2021             |
| 7   | UTC                       | 43  | 28 | 10 | 13 | 5  | 42 | 29 | +13 | Primeira fase da Copa Sul-Americana de 2021             |
| 8   | Melgar                    | 41  | 28 | 11 | 8  | 9  | 41 | 34 | +7  | Primeira fase da Copa Sul-Americana de 2021             |
| 9   | Cienciano                 | 41  | 28 | 12 | 5  | 11 | 39 | 34 | +5  |                                                         |
| 10  | Alianza Universidad       | 37  | 28 | 10 | 7  | 11 | 29 | 30 | −1  |                                                         |
| 11  | Universidad San Martín    | 37  | 28 | 10 | 7  | 11 | 32 | 37 | −5  |                                                         |
| 12  | Cusco                     | 36  | 28 | 9  | 9  | 10 | 39 | 41 | −2  |                                                         |
| 13  | Binacional                | 36  | 28 | 10 | 6  | 12 | 35 | 42 | −7  |                                                         |
| 14  | Sport Boys                | 31  | 28 | 9  | 5  | 14 | 34 | 51 | −17 |                                                         |
| 15  | Deportivo Municipal       | 30  | 28 | 6  | 12 | 10 | 29 | 38 | −9  |                                                         |
| 16  | Academia Cantolao         | 28  | 28 | 7  | 7  | 14 | 32 | 48 | −16 |                                                         |
| 17  | Carlos Stein              | 27  | 28 | 7  | 7  | 14 | 30 | 44 | −14 |                                                         |
| 18  | Alianza Lima (R)          | 26  | 28 | 6  | 8  | 14 | 28 | 36 | −8  | Rebaixado para Liga 2 de 2021                           |
| 19  | Atlético Grau (R)         | 26  | 28 | 5  | 11 | 12 | 26 | 39 | −13 | Rebaixado para Liga 2 de 2021                           |
| 20  | Deportivo Llacuabamba (R) | 20  | 28 | 5  | 6  | 17 | 41 | 63 | −22 | Rebaixado para Liga 2 de 2021                           |

1. ↑  O Universitario foi punido com a perda de um ponto.[7]
2. ↑  O Sport Boys foi punido com a perda de um ponto.[8]
3. ↑  O Carlos Stein foi punido com a perda de um ponto.[9]
4. ↑  O Deportivo Llacuabamba foi punido com a perda de um ponto.[12]

## Play-offs (Fase final)
Os Play-offs são o mata-mata que decidem o campeão absoluto do futebol peruano, sendo a última etapa da Liga 1.

### Semifinal

#### Jogo de ida
| 9 de dezembro de 2020 | Sporting Cristal                              | 2 – 1     | Ayacucho           | Lima                                      |  |
| 15:30 (UTC−5)         | - Washington Corozo 27' - Emanuel Herrera 36' | Relatório | - Leandro Sosa 60' | Estádio: Monumental Árbitro: Kevin Ortega |  |

#### Jogo de volta
| 12 de dezembro de 2020 | Ayacucho           | 1 – 4     | Sporting Cristal                                                                           | Montevidéu                              |  |
| 15:00 (UTC−5)          | - Renato Soliss 9' | Relatório | - Christopher Olivares 36' - Emanuel Herrera 47' - Washington Corozo 50' - Carlos Liza 81' | Estádio: Centenário Árbitro: Diego Haro |  |

Sporting Cristal venceu por 6–2 no agregado e avançou às finais.

### Final

#### Jogo de ida
| 16 de dezembro de 2020 | Universitario          | 1 – 2     | Sporting Cristal                           | Lima                                    |  |
| 19:00 (UTC−5)          | - Alberto Quintero 66' | Relatório | - Gianfranco Chávez 26' - Jorge Cazulo 52' | Estádio: Nacional Árbitro: Joel Alarcón |  |

#### Jogo de volta
| 20 de dezembro de 2020 | Sporting Cristal       | 1 – 1     | Universitario          | Lima                                       |  |
| 15:00 (UTC−5)          | - Armando Alfageme 69' | Relatório | - Alberto Quintero 50' | Estádio: Nacional Árbitro: Víctor Carrillo |  |

Sporting Cristal venceu por 3–2 no agregado.

## Estatísticas

### Artilharia
| 0Gols0 | Jogador             | Clube                     |
| ------ | ------------------- | ------------------------- |
| 20     | Emanuel Herrera     | Sporting Cristal          |
| 19     | Yorleys Mena        | Universidad César Vallejo |
| 14     | Danilo Carando      | Cusco                     |
| 14     | Mauro Guevgeozián   | UTC                       |
| 14     | Sebastián Penco     | Sport Boys                |
| 13     | Alejandro Hohberg   | Universitario             |
| 13     | Othoniel Arce       | Melgar                    |
| 12     | Jonathan Dos Santos | Universitario             |
| 11     | Jefferson Collazos  | Atlético Grau             |
| 11     | Matías Succar       | Deportivo Municipal       |

Fonte: Soccerway (em português)

## Premiação
| Campeonato Peruano de Futebol de 2020 Liga 1 Movistar |
| ----------------------------------------------------- |
| Club Sporting Cristal Campeão (20.º título)           |